# Anitza
Anitza Castelletto Kirby (más conocida como Anitza, Valparaíso, 29 de septiembre de 1958) es una escritora y poeta chilena asociada al movimiento cultural porteño «Grupo de Arte Lumbre»; su trabajo se adscribe a los géneros de la poesía y literatura infantil a través del cuento.
Debutó a los 17 años con su primer poemario Mariposa de Fuego (Valparaíso, 1977), del que el escritor y crítico literario Mario Contreras Vega señaló que presentaba una musicalidad que rememoraba a Tagore, mientras que el poeta Edilberto Domarchi indicó que su obra «irrumpe con una expresión muy personal; muestra su ternura y el generoso amor por todo lo que existe en la creación; deslumbrada, comunicativa, incontenible».

## Obra
- Dedicados a todas las flores halladas en mi camino (1977).
- Mariposa de Fuego (Valparaíso, 1977).
- El cuarto de la noche (Villa Alemana:s.n., 1989).
- Fotopoemas (Valparaíso, 1996).
- Abuela Clorinda busca profesora para su nieta (2008).

Antologías
- Antología de Poetas Porteños (Barcelona, 1979).
- Antología de Poesía Femenina de la Quinta Región (Valparaíso, 1989).
- Antología Iberoamericana de Poesía Breve (Valparaíso, 1993).

Otros
- Cora en el Mundo de los Sueños (exposición de cuentos y DVD audiovisual).